# Fiquefleur-Équainville
Fiquefleur-Équainville è un comune francese di 653 abitanti situato nel dipartimento dell'Eure nella regione della Normandia.

## Società

### Evoluzione demografica
Abitanti censiti